# União dos Federalistas Europeus
A União dos Federalistas Europeus é uma organização não-governamental e um grupo de pressão, que visa realizar uma federação Europeia. A UEF é composta por 20 diversas organizações nacionais.

## História
Os movimentos federalistas dos 14 países europeus reuniram-se em Hertenstein na Suiça em Setembro 1946. Eles adoptaram uma declaração programática na qual se identificava na construção duma federação Europeia o caminho para prevenir uma futura repetição das destruições e das tragédias das duas guerras mundiais e para fazer da Europa um continente democrático e pacificado, através da superação do nacionalismo e da divisão da Europa em estados nacionais.
Após, uma segunda reunião foi realizada no Luxemburgo onde foi decidido estabelecer uma secretaria permanente com sede na Paris e um secretariado permanente dos federalistas de todo o mundo, com sede em Nova Iorque. Em 15 e 16 de Dezembro 1946 a União dos Federalistas Europeus foi criada em Paris. As suas principais tarefas foram a coordenação e a promoção das actividades dos vários movimentos federalistas activos em escala nacional.
Nos primeiros anos da atividade, a UEF organizou uma campanha para transformar a Assembléia Consultiva do Conselho da Europa na Assembleia Constituinte da Federação Europeia. A campanha foi realizada com uma petição para pedir uma Assembleia Consultiva, que preparasse o texto dum Pacto federativo, que fosse em seguida submetido aos Estados Membros do Conselho da Europa. A petição foi assinada por milhares de cidadãos Europeus e algumas personalidades politicas e da cultura, mas não trouxe o resultado desejado.
A UEF também se comprometeu na criação da Comunidade Europeia de Defesa, mas depois da sua rejeição, a UEF entrou em crise e em Junho de 1956 dividiu-se. Uma parte da UEF, liderada por Spinelli, preferiu uma abordagem constitucional de integração europeia e fundou o Movimento Federalista Europeu. Outro preferiu uma abordagem gradual e incremental e criou a acção federalista europeia.
No fim dos anos sessenta, quando começaram a aparecer reais possibilidades de reunião dum movimento europeu federalista, as duas facções voltaram ao trabalho e recriaram a União dos Federalistas Europeus, em Abril de 1973. O foco principal da UEF foi a reivindicação das eleições diretas dos membros do Parlamento Europeu. A UEF organizou uma série de eventos, alguns dos quais reuniram milhares de participantes.
O maior evento organizado pela UEF realizou-se em Milão, na cúpula do Conselho Europeu, em 28 e 29 de Junho 1985, com a participação de cerca de 100.000 pessoas. Após as mudanças ocorridas na fim dos anos oitenta e início dos anos noventa e após a formação da União Europeia, o UEF comprometeu-se com a supressão dos controlos nas fronteiras internas, para avançar o alargamento e para um "aprofundamento da UE, para reforçar o Parlamento Europeu e a Comissão Europeia e para estender o uso do voto por maioria, em vez de unanimidade. A UEF também organizou uma campanha para uma Constituição Europeia Federal.

## Atividades
As principais formas com que a União dos Federalistas Europeus procura a atingir os seus objectivos são:
- Aumentar a consciencialização da opinião pública europeia sobre as questões europeias organizando reuniões, debates, seminários, campanhas e eventos;
- Colocar a pressão sobre os políticos avançando propostas, debates de lançamento, com lobby e organização de eventos;
- Cooperar com outras organizações não-governamentais que tenham objetivos similares.

## Organização
As organizações federalista nacionais que compõem a UEF são autónomas e estão livres de agir no quadro da política geral definida em conjunto.
O congresso é composto pelos delegados da União das organizações europeias federalistas nacionais. Ele reúne-se cada dois anos. Determina as políticas da UEF, pode alterar os estatutos, eleger metade dos membros do comitê federal, o presidente e o conselho de arbitragem.
O presidente da UEF é eleito por maioria absoluta no Congresso. Ele preside à Comissão de Coordenação e Federal. O actual presidente é o deputado britânico Andrew Duff.
O comitê federal é composto pela metade dos membros eleitos pelo Congresso e metade dos membros eleitos de organizações nacionais federalistas. A duração do mandato por dois anos e determina as escolhas e as atividades da UEF no período compreendido entre dois congressos. Aprova os orçamentos, define os procedimentos a seguir, organiza conferências e elege os diretores da UEF, o secretário-geral e tesoureiro. Os diretores permanecem no cargo por dois anos. O Secretário-Geral tem funções administrativas e financeiras de tesouraria.
A pedido da administração, ou pelo menos duas organizações nacionais federalistas, pode ser convocada uma Conferência dos Representantes, cujos membros incluem representantes de organizações nacionais federalistas, o presidente da UEF, o secretário-geral e o tesoureiro. A conferência tem uma função de assessoria e coordenação, faz propostas para o comitê federal.